# Vučedolcultuur

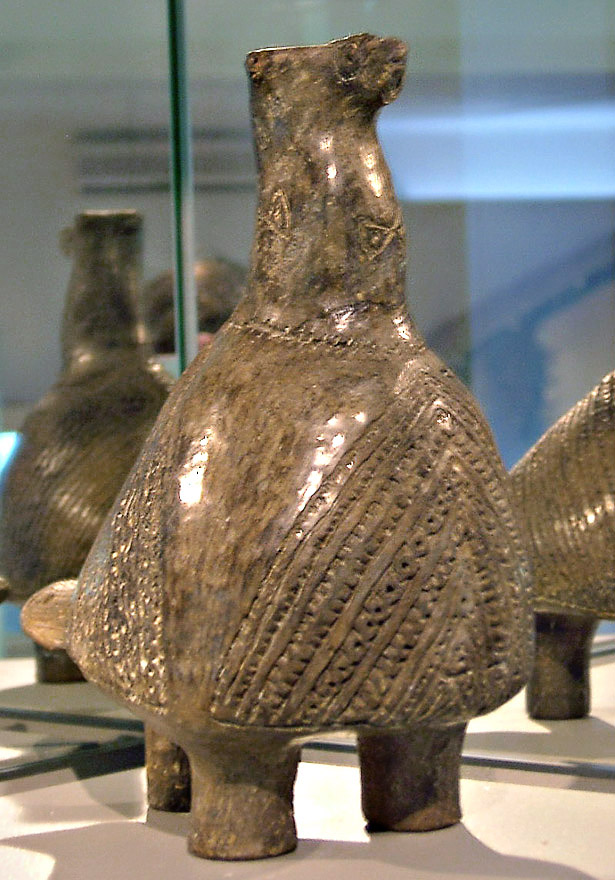
duif van Vučedol

De Vučedolcultuur (Kroatisch: Vučedolska kultura) is een archeologische cultuur uit het late neolithicum en kopertijd, die zich tussen 3000 en 2200 voor Christus verspreidde over Kroatië, Bosnië en Herzegovina, Hongarije en Noord- Servië. Sommige auteurs zijn van mening dat het beïnvloed is door de uitbreiding van de koerganculturen.

## Geschiedenis
De cultuur ontleent zijn naam aan de plaats Vučedol (Vallei van de Wolven) nabij Vukovar, Kroatië. De archeologische vindplaats Vučedol werd in 1897 ontdekt door Josip Brunšmid, directeur van het Archeologisch Museum van Zagreb.

## Verspreiding
Vanuit Oost-Slavonië, waar de oudste vindplaatsen lijken te zijn, verspreidde de Vučedolcultuur zich naar Hongarije, Kroatië, Bosnië en Herzegovina en Noord-Servië.

## Chronologie
De Vučedolcultuur wordt in de regio voorafgegaan door de Badencultuur (Hongarije), de Butmircultuur (Bosnië) en de Kostolac-cultuur (Noord-Servië). Het wordt gevolgd door de Cetinacultuur, de Somogyvár-Vinkovcicultuur en de Nagyrévcultuur.

## Huisvesting en economie
Er wordt geschat dat de site Vučedol op zijn hoogtepunt wel 3.000 inwoners had, waardoor het een van de grootste en belangrijkste Europese nederzettingen van zijn tijd was.
Landbouw en veeteelt vormden de basis van het dieet, waarbij rundvee de overhand had onder de botten van huisdieren. In sommige nederzettingen uit de late Vučedolcultuur, zoals Vinkovci, zijn er indrukwekkende aantallen hertenbotten; of dit een algemene trend is, kan alleen worden bevestigd door verdere opgravingen.
In Vučedol aan de Donau werden ook veel resten van vissen gevonden. Harpoenen gemaakt van hertengewei werden waarschijnlijk gebruikt om grotere vissen te vangen. De textielproductie blijkt uit ronde weefgewichten van klei.

## Artefacten
De ambachtslieden van Vučedol beheersten de metallurgie van arseenbrons, een legering van koper en arseen, die aan het echte brons voorafging.

### De duif van Vučedol
Op de site van Vučedol is rijk versierd aardewerk gevonden, waaronder de duif van Vučedol, ontdekt in 1938. Een meer recente interpretatie maakt er echter een vaas in de vorm van een mannelijke patrijs van, als symbool van vruchtbaarheid.

## Interpretatie
Volgens Bogdan Brukner waren de mensen van de Vučedolcultuur Indo-Europeanen, van wie de proto-Illyriërs die later in de regio werden geïdentificeerd, afstamden.
- Nationale Bibliotheek van Tsjechië: ph456962